# Małgorzata Gieryńska
Małgorzata Maria Gieryńska – polska lekarz weterynarii, doktor habilitowany nauk rolniczych, profesor w Szkole Głównej Gospodarstwa Wiejskiego w Warszawie, specjalistka od immunobiologii i mikrobiologii weterynaryjnej.

## Kariera naukowa
W 1989 roku została zatrudniona na Wydziale Medycyny Weterynaryjnej Szkoły Głównej Gospodarstwa Wiejskiego w Warszawie. W 1990 roku na Wydziale Biologii Uniwersytetu Warszawskiego uzyskała tytuł magistra biologii. W 1998 roku uzyskała stopień doktora nauk weterynaryjnych na podstawie rozprawy pt. Zapalenie spojówek u myszy BALB/c zakażonych wirusem ektromelii: model dla naturalnie występujących wirusowych chorób oczu?, której promotorem był Marek Niemiałtowski. W 2019 roku Wydział Medycyny Weterynaryjnej SGGW nadał jej stopień doktora habilitowanego nauk rolniczych w dyscyplinie weterynarii na podstawie pracy pt. Wirus ektromelii – odporność miejscowa z udziałem limfocytów Tγδ, indukcja ochronnej odpowiedzi przeciwwirusowej, implikacje wakcynologiczne.